# FIFA Manager
FIFA Manager (zkráceně FIFAM) je série počítačové hry, sportovního fotbalového manažeru. Hry série vyvíjí Bright Future GmbH (starší verze EA Sports) a vydává je společnost Electronic Arts. Původní název hry byl Total Club Manager (TCM), dokud se název nezměnil ve verzi FIFA Manager 06.
Před FIFAM a TCM vydala společnost EA Sports FIFA Soccer Manager (1997) a FA Premier League Football Manager 99, 2000, 2001, 2002.
Zatímco řada TCM byla vydána pro PC, Xbox a PlayStation 2, série FIFAM už je k dispozici pouze pro PC.

## Hry
| Název hry               | Rok vydání | Platforma                              |
| ----------------------- | ---------- | -------------------------------------- |
| Total Club Manager 2003 | 2002       | Microsoft Windows                      |
| Total Club Manager 2004 | 2003       | Microsoft Windows, PlayStation 2, Xbox |
| Total Club Manager 2005 | 2004       | Microsoft Windows, PlayStation 2, Xbox |
| FIFA Manager 06         | 2005       | Microsoft Windows                      |
| FIFA Manager 07         | 2006       | Microsoft Windows                      |
| FIFA Manager 08         | 2007       | Microsoft Windows                      |
| FIFA Manager 09         | 2008       | Microsoft Windows                      |
| FIFA Manager 10         | 2009       | Microsoft Windows                      |
| FIFA Manager 11         | 2010       | Microsoft Windows                      |
| FIFA Manager 12         | 2011       | Microsoft Windows                      |
| FIFA Manager 13         | 2012       | Microsoft Windows                      |
| FIFA Manager 14         | 2013       | Microsoft Windows                      |

## Manažeři na přebalu
Seznam her s uvedením manažerů, vyobrazených na obalu vydání hry pro různé trhy.
| Název hry               | Rok vydání | Manažer (UK verze)        | Manažer (německá verze)      | Manažer (Švýcarská verze) |
| ----------------------- | ---------- | ------------------------- | ---------------------------- | ------------------------- |
| Fussball manager 2002   | 2001       | n/a (pouze německá verze) | Rudi Assauer                 | n/a                       |
| Total Club Manager 2003 | 2002       | Sir Bobby Robson          | Lothar Matthäus              | n/a                       |
| Total Club Manager 2004 | 2003       | Martin O'Neill            | Reiner Calmund               | n/a                       |
| Total Club Manager 2005 | 2004       | José Mourinho             | Felix Magath                 | n/a                       |
| FIFA Manager 06         | 2005       | n/a                       | Klaus Allofs a Thomas Schaaf | n/a                       |
| FIFA Manager 07         | 2006       | n/a                       | Thomas Doll                  | n/a                       |
| FIFA Manager 08         | 2007       | n/a                       | Hans Meyer                   | n/a                       |
| FIFA Manager 09         | 2008       | n/a                       | Joachim Löw                  | n/a                       |
| FIFA Manager 10         | 2009       | n/a                       | Ralf Rangnick                | n/a                       |
| FIFA Manager 11         | 2010       | n/a                       | Felix Magath                 | Ciriaco Sforza            |
| FIFA Manager 12         | 2011       | n/a                       | Thomas Tuchel                | Murat Yakin               |
| FIFA Manager 13         | 2012       | n/a                       | Lucien Favre                 | Lucien Favre              |
| FIFA Manager 14         | 2013       | n/a                       | n/a                          | n/a                       |